# Дзвонар

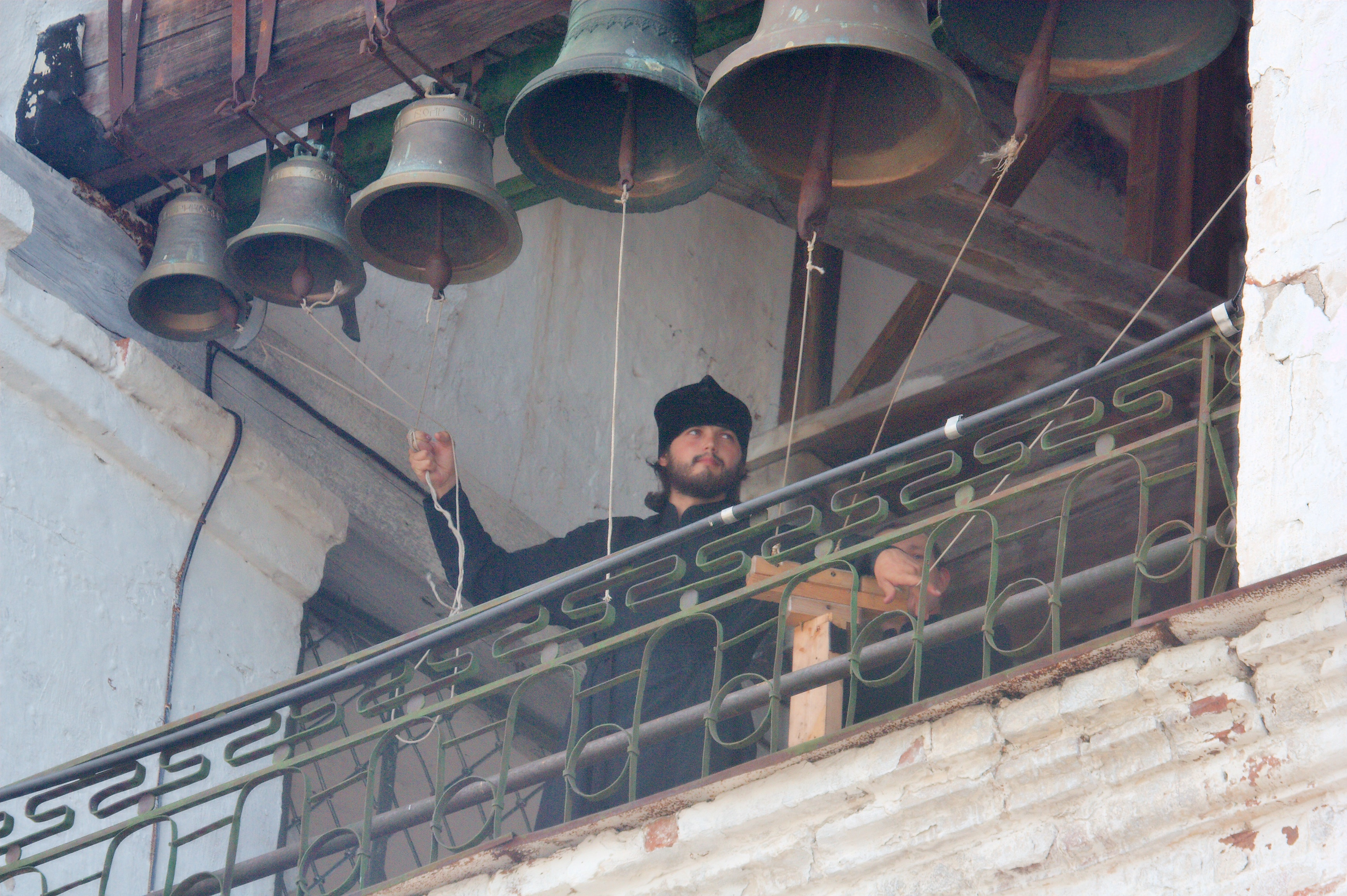
Дзвонар на дзвіниці Іпатіївського монастиря в Костромі

Дзвона́р (грец. κωδωνοκρούστης від κώδων, κώδωνος — дзвіночок + κροῦσις, κροῦσεως — гра на музичному інструменті) — церковна посада в Православ'ї: майстер дзвонарської справи; особа, що її займає, зобов'язана дзвонити у храмах при богослужіннях у дзвони або в била.

У древній Церкві цієї окремої посади не існувало. У першій главі «Чин малої вечірні» Типикона лаври Сави Освяченого, який у наш час як Устав використовується в Православній церкві, записано:
Прéжде со́лнечнагω захождéнїѧ дне суббώтнагω, прихо́дитъ параекклисїáрхъ [си́рѣчь кандиловжигáтель] къ предстоѧ́телю, и твори́тъ поклонéнїе єму́, ӡнáменуѧ пришéствїемъ свои́мъ врéмѧ кле́паніѧ. И вӡемъ бл҃гословéнїе, иӡшéдъ клéплетъ въ мáлый ка́мпанъ
За церковними правилами ця посада прирівнюється до обов'язків параеклезіарха, інакше парамонаря (у просторіччі — паламаря), який належить до числа церковнослужителів і в цивільному відношенні користується правами цього звання. Дзвонарями можуть стати не тільки чоловіки, але і жінки у віці від 12 до 65 років.
Секрети майстерності дзвонарів на Русі передавалися з покоління в покоління, однак у XX столітті це мистецтво було майже втрачено.
Одним з небагатьох майстрів-дзвонарів в СРСР був Володимир Іванович Машков. Найвідомішими дзвонарями Росії XX століття були ігумен Михей (Тимофєєв), дзвонар Троїце-Сергієвої Лаври в 1963—2009 рр., і Костянтин Сараджев, що володів абсолютним слухом. Письменниця Анастасія Цвєтаєва присвятила Сараджеву статтю «Оповідь про дзвонаря московського», опубліковану в 1977 році в журналі «Москва», № 7 за 1977 рік, пізніше, разом з братом Костянтина — Нілом Костянтиновичем Сараджевим, вона написала книгу «Майстер чарівного дзвону».
У наш час у Москві діють кілька шкіл дзвонарів, що відроджують старовинні традиції, в тому числі знаменита школа дзвонарства під керівництвом Іллі Дроздихина. Діють також Сибірський центр дзвонового мистецтва Новосибірської митрополії і Школа православних дзвонарів «Кузнецька дзвіниця» Кузбасівської митрополії.

## В сучасній Україні
У Луцьку з 1994 щороку відбувається фестиваль дзвонарного мистецтва «Благовіст Волині». На фестивалі свою майстерність демонструють священнослужителі, монахи, дзвонарі-аматори. Крім того, кожен охочий може пройти майстер-клас з дзвонарного мистецтва, оволодіти навичками дзвонаря чи послухати музику дзвонів.
У селі Гошів на Івано-Франківщині з 2015 року відбувається Міжнародний фестиваль карильйонного та дзвонового мистецтва. Участь у ньому беруть дзвонарі не лише з усієї України, але й Польщі, Бельгії та Росії.
У 2010—2013 роках на Полтавщині відбувався міжнародний фестиваль церковного дзвону «Диканські передзвони». У ньому брали участь десятки майстрів із України, Росії та Білорусі.
З 2005 у Шаргороді на Вінниччині діє школа дзвонарів під керівництвом Олександра Євдокимова, колишнього учителя музики в школі.
З 2006 діє Науково-методичний центр дзвонового мистецтва при Волинській обласній організації Українського товариства охорони пам'яток історії і культури. При центрі існує школа дзвонарів, проводиться міжнародна науково-практична конференція «Дзвони в історії та культурі народів світу» та інші заходи.
Також Центр дослідження дзвонарства створено при Прикарпатському національному університеті ім. Василя Стефаника. Його головною метою є вивчення побутування дзвонів і дзвонінь в Україні, зокрема її Західному регіоні.